# Čelarevo
Čelarevo (cyr. Челарево, węg. Dunacséb) – wieś w Serbii, w Wojwodinie, w okręgu południowobackim, w gminie Bačka Palanka. W 2011 roku liczyła 4831 mieszkańców.